# Марэбито
«Марэбито» (яп. 稀人, букв.«Гостья издалека») — японский фильм ужасов 2004 года, снятый Такаси Симидзу в перерывах между съёмками фильмов Ju-on: The Grudge и Проклятие. Впервые фильм был показан на международном кинофестивале в Сиэтле 22 мая 2004 года.

## Сюжет
Главный герой фильма Масуока (Синъя Цукамото) всегда ходит с камерой и снимает всё вокруг. Он становится одержим идеей познать страх, после того, как на его глазах испуганный человек засовывает себе нож в глаз, чтобы покончить жизнь самоубийством. Пытаясь ощутить страх, который почувствовал мертвец перед смертью, Масуока спускается в систему лабиринтов под метро, где он встречает человекоподобных существ, которые ходят на руках и ногах и воют, как собаки. В туннелях он встречает бездомного, который предупреждает его о существах Гуро (Деро), которые пьют кровь. После этого Масуока встречает призрак Куроки, человека, ранее убившего себя ножом, который рассказывает ему о подземном мире. После нескольких часов в туннелях он находит горный хребет и деревню, построенную подземными жителями. Там он находит голую девушку (Томоми Миясита), прикованную цепями к горе. Он отводит её к себе домой на поверхность и замечает, что она не ест, не пьёт и не разговаривает.
Выясняется, что девушка, которую Масуока называет 'Ф', не человек, а что-то другое. Масуока пытается понять её. Он устанавливает по квартире камеры, которые позволяют ему наблюдать за ней по мобильному телефону, когда он уходит из квартиры. Находясь в супермаркете, по телефону он видит, что Ф разговаривает с кем-то за камерой. Когда он возвращается домой, видно, как женщина в жёлтой куртке прячется на лестничном проёме. Войдя в квартиру, Масуока видит, что девушка в конвульсиях. Он пытается покормить её, но она не может есть. Масуока хочет посмотреть на камере, что случилось с Ф, но оказывается, что 12 секунд, за которые произошло нечто, что привело её к конвульсиям, стёрты. После по телефонному автомату ему сообщают, что у него большие проблемы.
На следующий день незнакомец избивает Масуоку и разбивает его камеру, на которую он его снимал. Масуока, пытаясь забрать сломанный объектив, случайно режет палец до крови. Когда он возвращается домой, Ф начинает лизать его палец, и он обнаруживает, что она питается кровью. Он начинает заботиться о ней, принося ей звериные тушки, из которых она высасывает кровь. Масуока решает относиться к ней, как к домашнему животному, а не как к человеку.
Женщина в жёлтом сталкивается с Масуокой на улице и говорит ему, что девушка — это его дочь Фуюми, и спрашивает, где она. Он отрицает, что у него есть дочь, и убегает от неё в квартиру. Там он обнаруживает, что в квартиру кто-то вломился и что девушки нет. Он начинает бродить по улицам в поисках Ф и встречает человека в чёрном, который выражает своё разочарование в том, как Масуока обращается с девушкой. Человек разговаривает с ним телепатически, таким же голосом, как и по телефону. Когда Масуока возвращается домой, он находит в квартире Ф с руками в крови.
Когда он покидает квартиру, женщина в жёлтом идёт за ним, добиваясь того, чтобы он поговорил с ней. Они заходят в переулок, Масуока включает камеру и наносит женщине удар ножом, когда та говорит, что хочет увидеть свою девочку. Позже он также убивает школьницу, притворяясь, что хочет снять порнографический фильм. Кровь обеих женщин он сливает в бутылки, которые даёт Ф. Масуока звонит незнакомцу, и тот соглашается, что теперь он лучше ухаживает за девушкой.
Через некоторое время Масуока уходит из квартиры, оставляя Ф одну; он становится бездомным и спит в парке в картонной коробке, где убил молодую девушку. Он признаёт то, что убил свою жену, незнакомку и обращался со своей дочкой как с животным, как вдруг он видит двух гуро, забегающих за угол дома. Там он находит мобильный телефон и понимает, что Ф всё ещё жива. Он прибегает обратно в свой дом. В лифте сзади него на мгновение появляется призрак его мёртвой жены. Он вбегает в квартиру и находит усталую Ф на полу. Она заговаривает с ним в первый раз, и он разрезает себе угол рта, чтобы накормить её. В конце фильма Ф ведёт Масуоку обратно в подземный мир и снимает его на камеру; он наконец-то познал страх, которым так был заинтересован.

## Название
Марэбито (яп. 稀人 или 客人) — древнее японское слово, означающее 'божество', которое приходит издалека, принося с собой в качестве даров мудрость, духовное знание и счастье.